# Andrea Bontempi
Andrea Bontempi (Perugia, 1326 – Macerata, 16 luglio 1390) è stato un cardinale e arcivescovo cattolico italiano, noto come il Cardinale di Perugia.

## Biografia
Era figlio di un Martino, a sua volta figlio di Lello Bontempi, ricordato come celebre giureconsulto perugino; della stessa famiglia fecero parte, tra gli altri, un Agnolello e un Alessandro di Giovannello, dottore, che furono ambasciatori del Comune di Perugia in varie occasioni. Nacque nel 1326, come si può dedurre da una bolla di papa Innocenzo VI. Appartenente quindi a una famiglia tradizionalmente erudita, studiò filosofia teologia, completando gli studi in diritto canonico, avendo inoltre l'onore, nell'anno accademico 1353-1354, di leggere il Sesto delle Decretali e le Clementine nello Studio della sua città.
Già prima di completare gli studi era divenuto canonico regolare nell'ordine del diaconato della Cattedrale di San Lorenzo; il 31 luglio 1348 i confratelli, riuniti in capitolo, gli affidarono il compito di scegliere i rettori delle chiese vacanti dipendenti dalla cattedrale e di ricevere e accettare gli oblati che avrebbero dovuto servire nella chiesa cattedrale. Era un incarico che dimostrava la completa fiducia nei suoi confronti, tenendo anche presente che era già priore della comunità, anche se aveva solo ventidue anni. Stima e fiducia che vennero ancor più confermati dopo la morte del vescovo Francesco Graziani, quando il capitolo lo scelse come nuovo vescovo di Perugia.
La sua elezione all'episcopato si deve collocare sicuramente dopo il 7 marzo 1353, perché in tale data il suo predecessore era ancora vivo, come risulta da un rogito notarile; inoltre, risulta che il Bontempi interruppe l'insegnamento presso lo Studio Universitario solo nel marzo del 1354, proprio per recarsi in Curia. Recatosi ad Avignone verso la fine di aprile 1354, il 2 maggio seguente papa Innocenzo VI lo nominò vescovo, anche se prima dichiarò nulla l'elezione fatta dai canonici, essendo la Chiesa di Perugia ad Romanam ecclesiam nullo medio pertinente; secondo la prassi, il papa ne dava contemporaneamente comunicazione al capitolo della cattedrale, al clero e al popolo della città e della diocesi di Perugia. Con la bolla di conferma del 4 maggio 1354, il papa concedeva al nuovo vescovo, che aveva allora soltanto ventotto anni, la dispensa dall'età minima richiesta dai canoni per essere consacrato vescovo.
Ricevuta la consacrazione episcopale, il 7 luglio 1354 ottenne la licenza di lasciare la Curia, con l'ordine di raggiungere la sua sede, ma si dovette trattenere ad Avignone o nelle vicinanze per qualche altro mese, perché torno a Perugia solamente il 9 ottobre 1354. Fu accolto con grandi manifestazioni di festa e di giubilo e il Comune organizzò festeggiamenti e giochi pubblici con la partecipazione di quaranta giostratori.
Il 14 giugno 1378 chiese al Comune di potersi recare a Roma per presentare i suoi ossequi e quelli della città a papa Urbano VI, recentemente eletto; dato lo stato di guerra esistente, infatti, ogni rapporto con i territori di diretto dominio pontificio era severamente interdetto, ma il Comune gli permise il viaggio, sia perché convinto del patriottismo del vescovo sia perché la sua presenza a Roma avrebbe potuto facilitare le trattative con la Sede Apostolica. Giunto a Roma verso la fine di giugno, proprio nel momento in cui stava crescendo l'attrito tra il papa e la maggioranza dei cardinali, molto probabilmente seguì il papa a Tivoli.
Fu creato cardinale presbitero da papa Urbano VI con il titolo dei Santi Marcellino e Pietro nel concistoro del 18 settembre 1378, mantenendo anche l'amministrazione della sede episcopale fino alla sua morte. Questo concistoro fu celebrato proprio pochissimi giorni prima che la maggioranza dei cardinali che avevano partecipato al recente conclave si riunisse a Fondi e dichiarasse non valida l'elezione del papa. Rimasto fedele a papa Urbano, molto probabilmente fornì al pontefice esaurienti informazioni sulla situazione interna di Perugia, illustrando i vantaggi, che sarebbero potuti derivare alla Sede apostolica da una pronta conclusione delle ostilità. In base a tali ragguagli, il 1º novembre 1378 Urbano VI si risolse a scrivere direttamente ai magistrati e al popolo perugino, dichiarando di rimettersi alla loro buona volontà per la stipulazione degli accordi di pace.
Nel 1378 fece traslare la testa e un braccio di Sant'Ercolano, vescovo e martire, patrono della città. Il 29 luglio 1380 nominò Francesco di Marcatello come suo vicario generale a Perugia.
Nel 1381 divenne prima governatore della Marca Anconitana, poi legato di papa Urbano VI e di papa Bonifacio IX nel Piceno. Divenne cardinale protopresbitero nel gennaio 1389. Partecipò al conclave del 1389, che elesse papa Bonifacio IX; entrò in conclave il 27 ottobre, arrivando direttamente dalla Marca Anconitana.
Morì a Macerata il 16 luglio 1390 e fu sepolto nel duomo cittadino.